# Dom van Tallinn
De dom van Tallinn (Ests: Tallinna Neitsi Maarja Piiskoplik Toomkirik) is een kathedraal in de hoofdstad van Estland, Tallinn. De kerk staat op de Domberg (Toompea) en is gewijd aan Maria. Oorspronkelijk was het een katholieke kerk. In 1561 werd het een lutherse kerk. Tegenwoordig is het de bisschopskerk van de Evangelisch-Lutherse Kerk van Estland.

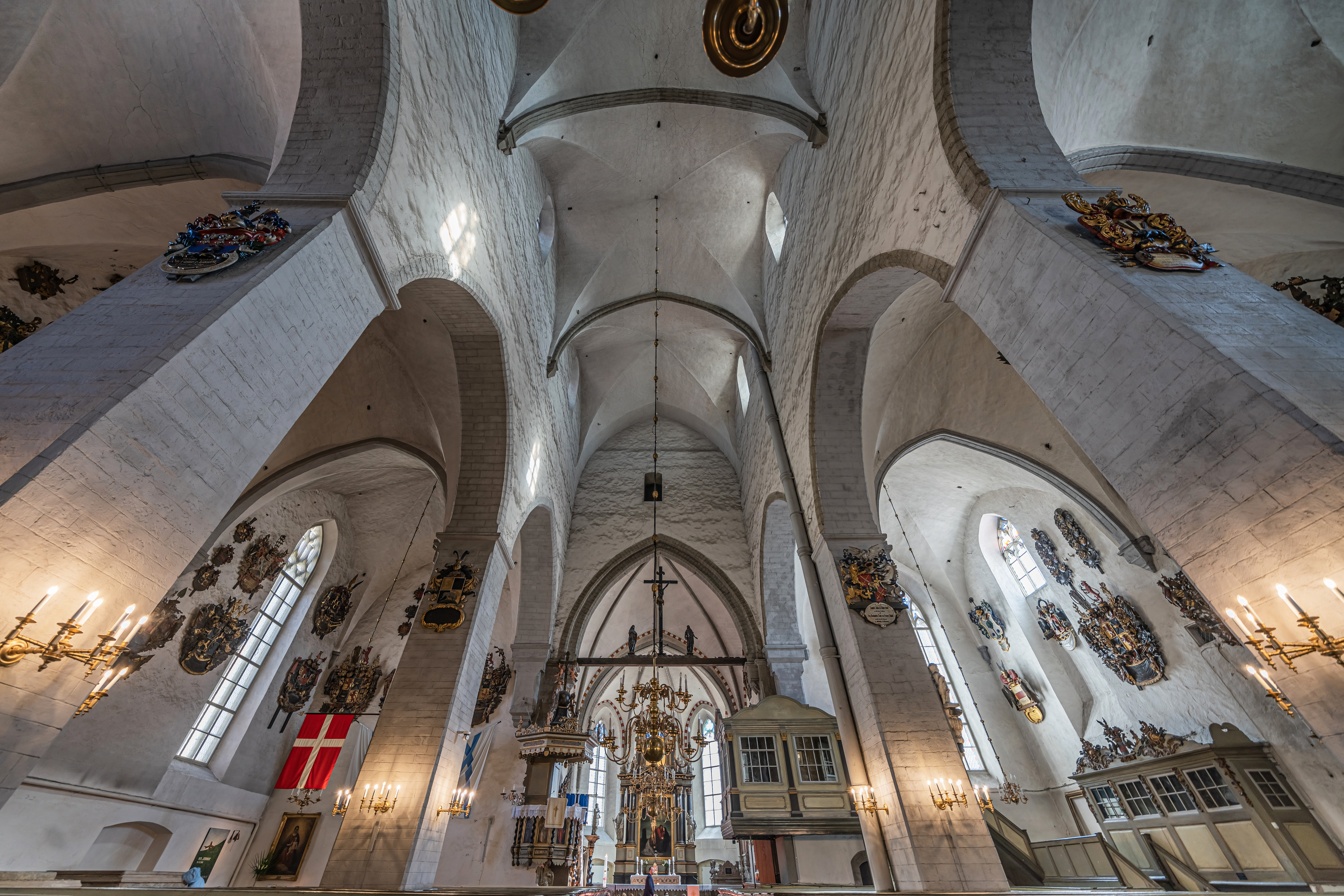
Interieur

De eerste kerk op deze locatie werd waarschijnlijk in 1219 gebouwd en is daarmee de oudste kerk van de stad. De eerste stenen kerk kwam in 1240 gereed. Deze eenbeukige kerk werd in de veertiende eeuw uitgebreid tot de huidige driebeukige basiliek. In 1684 overleefde de domkerk de grote brand op de Domberg. De toren ging toen verloren en werd in 1778-1779 vervangen door de huidige barokke toren. De dom kreeg na de brand ook een barok interieur. De kerk herbergt een bijzondere verzameling wapenepitafen. Verschillende exemplaren zijn van de hand van Christian Ackermann, de houtsnijder die ook het altaar (1696) en de preekstoel (1686) ontwierp.
Het orgel is in 1878 gebouwd door Friedrich Ladegast uit Weißenfels. Het is in 1998 voor het laatst gerestaureerd. Regelmatig worden in de domkerk concerten gegeven; ook wordt het orgel regelmatig gebruikt voor platenopnamen.